# Pacifigorgia rubicunda
Pacifigorgia rubicunda is een zachte koraalsoort uit de familie Gorgoniidae. De koraalsoort komt uit het geslacht Pacifigorgia. Pacifigorgia rubicunda werd in 2003 voor het eerst wetenschappelijk beschreven door Breedy & Guzman. 